# Goode Beach (Ort)
Goode Beach ist ein Ort im australischen Bundesstaat Western Australia. Er liegt etwa 7,4 Kilometer von Albany entfernt auf der anderen Seite der Bucht.

## Geografie
Goode Beach liegt auf der Torndirrup-Halbinsel, nördlich des Torndirrup-Nationalparks, der die Südküste der Halbinsel umfasst. Westlich des Ortes liegt Big Grove, südöstlich Frenchman Bay und nördlich Vancouver Peninsula.
Im Osten hat Goode Beach etwa 1,2 Kilometer Küste an der Frenchman Bay, einer Bucht an der Great Australian Bight. Diese besteht aus den beiden Stränden Goode Beach und Whalers Beach, welche durch die Landspitze Vancouver Point getrennt ist. Im Ort liegt außerdem der Lake Vancouver.

## Geschichte
Der Ort liegt im traditionellen Siedlungsgebiet des Aborigines-Stammes der Mineng.
Auf dem Gebiet von Goode Beach hatten sich erstmals Siedler auf der Torndirrup-Halbinsel niedergelassen. 1888 hatte ein amerikanischer Seemann, der schon seit fast 20 Jahren in Albany lebte, Land erworben und eine Hütte erbaut. 1956 wurde das Land von Eric Goode erworben. Anfang der 60er Jahre wurde das Gelände entwickelt und für Wohnhäuser verkauft. Ursprünglich als Frenchman Bay Estate bekannt, wurde der Ort im Jahr 2000 in Goode Beach umbenannt; der Strand trug diesen Namen schon lange.

## Bevölkerung
Der Ort Goode Beach hatte 2016 eine Bevölkerung von 217 Menschen, davon 46,8 % männlich und 53,2 % weiblich. Darunter sind drei Aborigines oder Torres Strait Islanders.
Das durchschnittliche Alter der Bewohner von Goode Beach liegt bei 60 Jahren, 22 Jahre mehr als der australische Durchschnitt von 38 Jahren.